# Georges Antoine Pons Rayet
Georges Antoine Pons Rayet, francoski astronom, * 22. december 1839, Bordeaux, Francija, † 14. junij 1906.

## Življenje in delo
Rayet je diplomiral na École Normale Supérieure. Leta 1863 je začel delati na pariškem observatoriju. Raziskoval je na področju meteorologije in astronomije, še posebej na tedaj novem področju spektroskopije.
Leta 1867 je skupaj s Charlesom Wolfom s pomočjo spektrometra v vidnem odkril in študiral po njima imenovane Wolf-Rayetove zvezde, vroče in masivne zvezde z zelo močnim zvezdnim vetrom. Wolf in Rayet sta tega leta v ozvezdju Laboda s 400 mm Foucaultovim daljnogledom na pariškem observatoriju odkrila tri zvezde (z današnjimi oznakami D191765, HD192103 in HD192641), ki so imele široke emisijske črte na sicer zveznem spektru.
V letu 1868 je Rayet ustanovil in bil do svoje smrti predstojnik Observatorija v Bordeauxu. 18. avgusta 1868 se je skupaj s Stephanom in Tisserandom udeležil odprave, ki je opazovala Sončev popolni mrk v obmorskem mestu Malacca na Malajskem polotoku. Tu je Rayet preučil spekter Sončevih protuberanc. Odkril je, da vsebujejo tudi druge elemente razen vodika. Odkril je črto D3, ki so jo kasneje pripisali heliju.
Na mestu drugega predstojnika Observatorija v Bordeauxu ga je nasledil Luc Picart.

### Osmrtnice
- AN 172 (1906) 111//112 (francosko)
- ApJ 25 (1906) 53 (angleško)
- Obs 29 (1906) 332 (en odstavek) (angleško)
- PASP 18 (1906) 280 (on stavek) (angleško)